# Мегалополис (фильм)
«Мегалополис» (англ. Megalopolis) — эпический художественный фильм американского режиссёра Фрэнсиса Форда Копполы в жанре научно-фантастической драмы с Адамом Драйвером, Джоном Войтом, Джанкарло Эспозито в главных ролях. Его премьера состоялась в мае 2024 года на Каннском кинофестивале.

## Сюжет
Действие фильма происходит в будущем. Главный герой — гениальный архитектор Цезарь Катилина, который хочет перестроить вырождающийся мегаполис Нью-Рим (Нью-Йорк), пострадавший после стихийного бедствия. Используя фантастический материал мегалон, он собирается превратить город в грандиозную столицу мира. Катилина сталкивается с конкурентом, мэром Нью-Йорка Франклином Цицероном, который ведёт борьбу в том числе запрещёнными методами. Дочь Цицерона Юлия пытается уладить конфликт, кузен Катилины Клавдий Пульхр хочет захватить власть в городе.
Сюжет основан на произведении римского историка Саллюстия «О заговоре Катилины». По словам Копполы, фильм является современной вариацией классических пеплумов — таких, как «Бен-Гур» (1959) и «Клеопатра» (1963). В именах главных героев заключены отсылки к Марку Туллию Цицерону и Луцию Сергию Катилине.

## В ролях
- Адам Драйвер — Цезарь Катилина
- Джанкарло Эспозито — Франклин Цицерон
- Натали Эммануэль — Юлия Цицерон
- Джон Войт — Гамильтон Красс III
- Лоренс Фишберн — Фунди Ромэн
- Обри Плаза — Вау Платинум
- Шайа Лабаф — Клавдий Пульхр
- Талия Шайр — Констанс Красс Катилина
- Кэтрин Хантер — Тереза Цицерон
- Грейс Вандервол — Веста Свитуотер
- Джеймс Ремар — Чальз Котоп
- Бальтазар Гетти — Арам Казанджян
- Дастин Хоффман — Нэш Берман
- Даниэль Суини — Стэнли Харт

## Создание и релиз
Идея «Мегалополиса» появилась у Копполы вскоре после окончания работы над картиной «Апокалипсис сегодня». В начале 1980-х годов Коппола написал сценарий, но следующий этап работы постоянно откладывал, отдавая предпочтение другим проектам. Режиссёр планировал заняться «Мегалополисом» в 2001 году, пригласив на главные роли Роберта де Ниро и Николаса Кейджа, но из-за терактов 11 сентября съёмки были отложены на неопределённый срок. В августе 2021 года Коппола объявил, что планирует приступить к съёмкам фильма осенью 2022 года и готов полностью покрыть бюджет фильма в 100—120 млн долларов из собственных средств (с доходов от продажи своей винодельни).
Известно, что на одну из главных ролей в «Мегалополисе» рассматривался Кристиан Бэйл. В 2019 году участвовать в проекте согласились Джуд Лоу и Шайа Лабаф, но позже они выбыли из каста. В 2021 году к проекту присоединились Оскар Айзек, Зендея, Форест Уитакер, Кейт Бланшетт, Джон Войт, Мишель Пфайффер, Джессика Лэнг, Джеймс Каан, к марту 2022 года — сестра Копполы Талия Шайр. Оскар Айзек от участия в проекте отказался. В мае 2022 года стало известно, что бюджет фильма составляет менее 100 миллионов долларов и что роли получили Адам Драйвер, Натали Эммануэль и Лоренс Фишберн. 6 июля умер Джеймс Каан, с которым до этого велись переговоры о съёмках. Пре-продакшн начался к середине июля 2022 года. В августе к актёрскому коллективу присоединились Обри Плаза, Джейсон Шварцман, Грейс Вандерваал, Кэтрин Хантер и Джеймс Ремар, в октябре — Хлоя Файнман, Мадлен Гарделла, Изабель Кусман, Д. Б. Суини, Бэйли Айвз и Дастин Хоффман, в январе 2023 года — Джанкарло Эспозито.
Отдельные кадры для фильма были отсняты ещё в 1990-х годах. Съёмки начались 1 ноября 2022 года в Джорджии и закончились, как и планировалось, в марте 2023 года.
Премьера фильма состоялась в мае 2024 года на Каннском кинофестивале, в рамках основной программы. Позже «Мегалополис» показали на кинофестивалях в Торонто, Сан-Себастьяне и Нью-Йорке. 27 сентября 2024 года картина вышла в театральный прокат в США.

## Оценки
«Мегалополис» собрал в прокате всего 14,3 млн долларов, что означало кассовый провал. Отзывы критиков были крайне неоднозначными. На сайте-агрегаторе отзывов Rotten Tomatoes фильм получил рейтинг 45 % при средней оценке 4,8/10, на сайте Metacritic — 55 баллов из 100.
Мэтт Доннелли и Эллиз Шейфер из Variety констатировали: «Фильм, несомненно, наполнен сценами, которые варьируются от фантастических до просто озадачивающих». Дэвид Эрлих из IndieWire высоко оценил оптимистичный взгляд Копполы на будущее и «трансцендентное» развитие повествования, охарактеризовав картину как «необыкновенно искренний манифест о роли художника на закате империи». Джошуа Роткопф из Los Angeles Times описал фильм как «насыщенную, энергичную, бурлящую историю о корнях фашизма, которую только безжалостный зритель назвал бы катастрофой». Манола Даргис из New York Times отметила «напряжённую» игру актёров. Она назвала «старомодными» идеи Копполы о гендерных ролях и технологическом детерминизме, но высоко оценила его художественные амбиции, описав «Мегаполис» как «увлекательный фильм, наполненный дикими видениями, возвышенными идеалами, кинематографическими аллюзиями, литературными отсылками, историческими примечаниями и саморефлексивными отступлениями». Трюм Эбири из Vulture счёл ряд сцен недоработанными, а цифровую кинематографию «иногда плоской и чрезмерно яркой», но фильм в целом стал для него «возможно, самой безумной вещью», которую он когда-либо видел.
Тиму Грирсону из Screen Daily фильм показался слишком неровным и бессвязным, наполненным «случайными идеями и темами, которые вводятся, а затем отбрасываются». Питер Дебрюге из Variety охарактеризовал актёрскую игру как карикатурную и делающую происходящее на экране неестественным. Лу Томас (NME) описал «Мегаполис» как фильм, который «нужно увидеть, чтобы поверить». Николас Барбер из BBC раскритиковал картину за бессвязный сюжет, неестественные диалоги, неровную актёрскую игру, «ужасно дешёвые и любительские» визуальные эффекты. Морин Ли Ленкер из Entertainment Weekly поставила фильму «двойку», самую низкую оценку, из-за «деревянной игры», «вызывающих беспокойство гендерных ролей и грубой сексуальной динамики», а главное — из-за того, что «всё это ужасно скучно и раздуто».
«Мегалополис» стал 17-м в списке 50 лучших фильмов 2024 года от журнала Sight and Sound. Манола Даргис из New York Times поставила его на восьмое место в своем топе-10, Ричард Броуди — на третье. Режиссеры Дэви Чоу, Вера Дрю, Сиро Гуэрра, Мэтт Джонсон, Дэвид Лоури, Джулиус Она, Лэнс Оппенгейм и Тайлер Таормина высказались о картине очень позитивно, причислив её к своим любимым фильмам 2024 года.
Для российского кинокритика Тамары Ходовой «Мегалополис» — «очень неуютный хаос в лучших традициях „Комнаты“. Правда, в „Комнате“ хотя бы смешно, — пишет Ходова, — а здесь ты просто не понимаешь, что происходит». Ходова сочла сценарий невнятным, диалоги слишком пафосными и неестественными, визуал — некачественным («видно, что актёры просто стоят перед зелёным экраном или на съёмочной площадке или у миниатюры»). Дарья Тарасова написала: «Про „Мегалополис“ я пока буквально не понимаю, что сказать… На сеанс шла с ощущением, что будет либо что‑то великое, либо беспросветный кошмар. В итоге Коппола убил двух зайцев сразу: половину фильма хочется кринжевать, половину вроде бы и челюсть чуть-чуть отвисает. Наверное, надо просто сказать, что это был экспириенс». Егор Москвитин после показа задался вопросом: «это точно снял Фрэнсис Форд Коппола, а не Канье Уэст?». Настасья Горбачевская выразила уверенность: «Через 25 лет синефилы прекрасного будущего докажут, что „Мегалополис“ — непризнанный шедевр мастера, который обругали в Каннах».